# Supernova (banda sul-coreana)
Supernova (em coreano:  초신성, em chinês:  超新星, em pinyin: Chāoxīnxīng, em japonês:  超新星 Chōshinsei) é uma boy band sul-coreana. Seus seis membros se especializaram nas áreas de canto, dança, rap e pop. Desde a estreia em 2007, o grupo ganhou popularidade na Coreia do Sul, Japão, Tailândia e outros paises da Ásia Oriental.
A banda conquistou o prêmio K-pop na Música Digital pelo mini-álbum Time to Shine, no 26º Golden Disk Awards.

## Membros
| Nome       | Nome     | Nome de nascimento | Nome de nascimento | Nome de nascimento | Nome artístico  | Data de nascimento               | Posição no grupo                                           |
| Romanizado | Katakana | Romanizado         | Hangul             | Hanja              | Nome artístico  | Data de nascimento               | Posição no grupo                                           |
| ---------- | -------- | ------------------ | ------------------ | ------------------ | --------------- | -------------------------------- | ---------------------------------------------------------- |
| Yoonhak    | ユナク   | Jung Yoonhak       | 정윤학             | 鄭尹鶴             | Spica Yoonhak   | 2 de dezembro de 1984 (40 anos)  | Líder, vocalista                                           |
| Sungje     | ソンジェ | Kim Sungje         | 김성제             | 金成帝             | Sirius Sungje   | 17 de novembro de 1986 (38 anos) | Vocalista principal, dançarino principal, líder temporário |
| Kwangsoo   | グァンス | Kim Kwangsoo       | 김광수             | 金光秀             | Becrux Kwangsoo | 22 de abril de 1987 (37 anos)    | Rapper líder, dançarino líder                              |
| Sungmo     | ソンモ   | Yoon Sungmo        | 윤성모             | 尹成模             | Vega Sungmo     | 15 de junho de 1987 (37 anos)    | Vocalista líder                                            |
| Jihyuk     | ジヒョク | Song Heonyong      | 송헌용             | 宋智赫             | Acrux Jihyuk    | 13 de julho de 1987 (37 anos)    | Vocalista, rapper líder                                    |
| Geonil     | ゴニル   | Park Geonil        | 박건일             | 朴健一             | Canopus Geonil  | 5 de novembro de 1987 (37 anos)  | Vocalista, rapper principal, dançarino líder, maknae       |